# Армин, Роберт

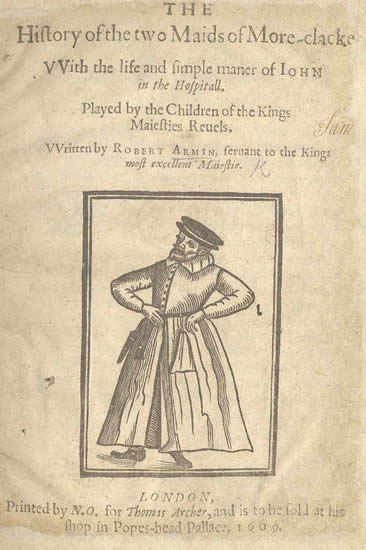
Титульная страница книги Армина «История двух горничных…», 1609. На гравюре на дереве изображён Р. Армин, в одной из сценических ролей.

Роберт Армин (англ. Robert Armin; 1568, Кингс-Линн, королевство Англия
— ноябрь 1615, Лондон) — английский актёр, драматург и прозаик. Наиболее известен как ведущий комический актёр в пьесах Уильяма Шекспира.

## Биография
Сын портного из Бишопс-Линна (ныне Кингс-Линн) в Норфолке. В 1580-х годах учился ювелирному делу. Однажды обратил на себя внимание Ричарда Тарлтона, любимого комика Елизаветы I, который выразил желание взять Армина в качестве ученика. Тарлтон, распознав комический талант Армина, стал его наставником.
Впоследствии стал членом слуг лорда-камергера, одной из наиболее известных театральных трупп времени английского ренессанса, в которой состоял Уильям Шекспир и ряд известных актёров того времени. В труппу Шекспира, вероятно, был принят в 1599 году.
Был исполнителем комических ролей, заняв место Уильяма Кемпа. По мнению специалистов — более тонкий актёр на амплуа комика. Армину, как правило, приписывают такие роли, как Кизила «Много шума из ничего», Оселка «Как вам это понравится», Фесте «Двенадцатая ночь» и Шут «Короля Лира». Имея в виду Р. Армина, Шекспир создал образы шутов, которые часто были остроумнее и мудрее, чем более благородные персонажи его пьес.
Автор книги «Дурак о дураке» («Foole upon Foole», 1600), комедий «The History of the Two Maids of More-clacke» (1609), «A Nest of Ninnies» (1608) и книги баллад «The Italian Taylor and his Boy» (1609). Публиковал свои произведения под псевдонимом Clonnico de Curtanio Snuffe.